# Leptaulus grandifolius
Leptaulus grandifolius är en järneksväxtart som beskrevs av Adolf Engler. Leptaulus grandifolius ingår i släktet Leptaulus och familjen Cardiopteridaceae. Inga underarter finns listade i Catalogue of Life.